# Schließe
Eine Schließe ist ein mechanisches Verschlusselement aus einem metallischen Material, das zur Sicherung kleiner beweglicher Teile dient. Bei Gürteln wird sie auch als Schnalle bezeichnet, bei sogenannten Koppeln (Bauchriemen und Gürtel im militärischen Bereich oder bei anderen Uniformen) als Koppelschloss.
Bei Schmuckketten dient die Schließe dazu, zwei Enden zu verbinden. Bucheinbände wurden vor allem im Mittelalter und der Frühen Neuzeit durch eine Buchschließe verschlossen und damit vor dem Sperren und dem Eindringen von Staub und Licht geschützt.
An Gürteln, Armbanduhren und Kofferanhängern sind häufig Dornschließen vorhanden. Alte Formen der Schließe sind die Fibeln (auch Spangen genannt) und das Prinzip „Haken und Öse“ (siehe Haftel).
Knöpfe dienen demselben Zweck, werden jedoch nicht Schließe genannt. Moderne Formen wie der Reißverschluss oder der Klettverschluss werden ebenfalls nicht als Schließe bezeichnet, sondern als Verschluss.